# Такасаки, Акира
Акира Такасаки (яп. 高崎 晃, англ. Akira Takasaki), 22 февраля 1961, Осака, Япония) — японский рок-гитарист, композитор и один из основателей хэви-метал группы Loudness. Являясь единственным бессменным участником и основным композитором группы, Акира записал с Loudness 26 студийных альбомов, наряду с тем, начав сольную карьеру, издав 11 студийных работ, что делает его одним из самых продуктивных японских рок-музыкантов.

## Биография
Родился в Осаке. Тяготел к музыке с детства, первая молодёжная группа, в которой он играл в период с 1973 по 1981 называлась Lazy.
В возрасте 20-ти лет основывает группу Loudness, в скором ставшей всемирно известной благодаря альбому Thunder in the East (1985).
Стиль игры Акиры образовался под существенным влиянием национальной музыки Японии и игры на струнном инструменте кото. Из рок-гитаристов, Акира отмечает большое влияние знаменитого британского гитариста Ричи Блэкмора, участника известных рок-групп Deep Purple и Rainbow, а также Эдди ван Халена. Кроме того, группой Loudness были записаны 2 кавер-версии композиций «Stargazer» и «Kill the King».

## Гитары
- Random Stars
- Marshall
- Killer

## Дискография

### Loudness
- The Birthday Eve (1981)
- Devil Soldier (1982)
- The Law Of Devil's Land (1983)
- Disillusion (1984)
- Thunder in the East (1985)
- Shadows of War (Lightning Strikes) (1986)
- Hurricane Eyes (1987)
- Soldier of Fortune (1989)
- On the Prowl (1991)
- Loudness (1992)
- Heavy Metal Hippies (1994)
- Ghetto Machine (1997)
- Dragon (1998)
- Engine (1999)
- Pandemonium (2001)
- Biosphere (2002)
- Terror (2004)
- Rockshocks (2004)
- Racing (2005)
- Breaking the Taboo (2006)
- Metal Mad (2008)
- The Everlasting (2009)
- King of Pain (2010)
- Eve To Dawn (2011)
- 2-0-1-2 (2012)
- The Sun Will Rise Again (2014)

### Сольные альбомы
- Tusk of Jaguar (1982)
- Ki (1994)
- Wa (1996)
- Gene Shaft (2001)
- Trans=Mist (2001)
- Made in Hawaii (2002)
- Splash Mountain (2004)
- Maca (2005)
- Osaka Works#128 (2006)
- Nenriki (2006)
- Black Brown (2007)